# Eisenhut
El Eisenhut (2.441 m s. n. m.) es una montaña de los Alpes de Gurktal en los Alpes de Estiria y Carintia. Se encuentra en el Estiria no lejos del límite con Carintia. Se encuentra en los alrededores del Turracher Höhe.
Según la clasificación SOIUSA, Eisenhut pertenece a:
- Gran parte: Alpes orientales
- Gran sector: Alpes centrales del este
- Sección: Alpes de Estiria y Carintia
- Subsección: Alpes de Gurktal
- Supergrupo: Cadena Kilnprein-Rosennock-Eisenhut
- grupo: Grupo Eisenhut-Wintertaler Nock
- Código: II/A-19.I-A.4